# Islands byer og bygder
Islands byer og bygder 
| Byer i Island |               |            |            |            |                   |
| Rang          | By            | Indbyggere | Indbyggere | Indbyggere | Region            |
| Rang          | By            | 1980       | 2000       | 2007       | Region            |
| 1.            | Reykjavík     | 83.766     | 110.852    | 116.820    | Höfuðborgarsvæðið |
| 2.            | Kópavogur     | 13.819     | 23.647     | 28.561     | Höfuðborgarsvæðið |
| 3.            | Hafnarfjörður | 12.205     | 19.688     | 24.839     | Höfuðborgarsvæðið |
| 4.            | Akureyri      | 13.420     | 15.411     | 17.253     | Norðurland eystra |
| 5.            | Garðabær      | 4.909      | 8.066      | 10.000     | Höfuðborgarsvæðið |
| 6.            | Keflavík      | 6.622      | 7.862      | 8.169      | Suðurnes          |
| 7.            | Mosfellsbær   | 2.753      | 5.891      | 8.147      | Höfuðborgarsvæðið |
| 8.            | Akranes       | 5.200      | 5.450      | 6.345      | Vesturland        |
| 9.            | Selfoss       | 3.409      | 4.648      | 6.253      | Suðurland         |
| 10.           | Njarðvík      | 2.008      | 2.877      | 4.398      | Suðurland         |
| 11.           | Seltjarnarnes | 3.100      | 4.673      | 4.428      | Höfuðborgarsvæðið |
| 12.           | Heimaey       | 4.727      | 4.527      | 4.040      | Suðurland         |
| 13.           | Grindavík     | 1.929      | 2.314      | 2.760      | Suðurland         |
| 14.           | Ísafjörður    | 3.352      | 2.781      | 2.693      | Vestfirðir        |
| 15.           | Sauðárkrókur  | 2.188      | 2.605      | 2.555      | Norðurland vestra |
| 16.           | Álftanes      | 480        | 1.545      | 2.361      | Höfuðborgarsvæðið |
| 17.           | Hveragerði    | 1.254      | 1.816      | 2.274      | Suðurland         |
| 18.           | Húsavík       | 2.414      | 2.423      | 2.253      | Norðurland eystra |
| 19.           | Reyðarfjörður | k.A.       | 632        | 2.238      | Austurland        |
| 20.           | Egilsstaðir   | 1.140      | 1.600      | 2.226      | Austurland        |
| 21.           | Borgarnes     | 1.619      | 1.740      | 1.930      | Vesturland        |
| 22.           | Sandgerði     | 1.124      | 1.359      | 1.723      | Suðurland         |
| 23.           | Höfn          | 1.455      | 1.769      | 1.631      | Austurland        |
| 24.           | Þorlákshöfn   | 1.010      | 1.326      | 1.541      | Suðurland         |
| 25.           | Garður        | 912        | 1.218      | 1.451      | Suðurnes          |
| 26.           | Neskaupstaður | 1.683      | 1.409      | 1.432      | Austurland        |
| 27.           | Dalvík        | 1.269      | 1.480      | 1.414      | Norðurland eystra |
| 28.           | Siglufjörður  | 2.003      | 1.556      | 1.307      | Norðurland eystra |
| 29.           | Vogar         | xxx        | xxx        | 1.131      | Suðurnes          |
| 30.           | Stykkishólmur | 1.205      | 1.228      | 1.103      | Vesturland        |
| 31.           | Eskifjörður   | 1.043      | 979        | 1.095      | Austurland        |

## Alfabetisk oversigt
Indbyggere 2007

### A
- Akranes (Region Vesturland), 6.345 indb.
- Akureyri (Region Norðurland eystra), 17.253 indb.
- Álftanes (Region Höfuðborgarsvæðið), 2.361 indb.
- Árbæjarhverfi (kommune Ölfus, Region Suðurland), 66 indb.

### B
- Bakkafjörður (Kommune Langanesbyggð, Region Norðurland eystra), 74 indb.
- Bakkagerði (kommune Borgarfjörður, Region Austurland), 101 indb.
- Bifröst (kommune Borgarbyggð, Region Vesturland), 260 indb.
- Bíldudalur (kommune Vesturbyggð, Region Vestfirðir), 175 indb.
- Blönduós (Region Norðurland vestra), 834 indb.
- Bolungarvík (Region Vestfirðir), 904 indb.
- Borgarnes (Gemeinde Borgarbyggð, Region Vesturland), 1.930 indb.
- Borðeyri (kommune Bær, Region Vestfirðir), 25 indb.
- Breiðdalsvík (kommune Breiðdalur, Region Austurland), 153 indb.
- Búðardalur (kommune Dalabyggð, Region Vesturland), 249 indb.

### D
- Dalvík (kommune Dalvíkurbyggð, Region Norðurland eystra), 1.414 indb.
- Djúpivogur (Region Austurland), 354 indb.
- Drangsnes (kommune Kaldrananes, Region Vestfirðir), 61 indb.

### E
- Egilsstaðir (kommune Fljótsdalshérað, Region Austurland), 2.226 indb.
- Eiðar (kommune Fljótsdalshérað, Region Austurland), 35 indb.
- Eskifjörður (kommune Fjarðabyggð, Region Austurland), 1.095 indb.
- Eyrarbakki (kommune Árborg, Region Suðurland), 594 indb.

### F
- Fáskrúðsfjörður (kommune Fjarðabyggð, Region Austurland), 674 indb.
- Fellabær (kommune Fljótsdalshérað, Region Austurland), 448 indb.
- Flateyri (kommune Ísafjörður, Region Vestfirðir), 287 indb.
- Flúðir (kommune Hrunamannahreppur, Region Suðurland), 363 indb.

### G
- Garðabær (Region Höfuðborgarsvæðið), 10.000 indb.
- Garður (Region Suðurnes), 1.451 indb.
- Grenivík (kommune Grýtubakki, Region Norðurland eystra), 265 indb.
- Grímsey (Region Norðurland eystra), 103 indb.
- Grindavík (Region Suðurnes), 2.730 indb.
- Grundarfjörður (Region Vesturland), 846 indb.
- Grundarhverfi (kommune Reykjavík, Region Höfuðborgarsvæðið), 557 indb.

### H
- Hafnarfjörður (Region Höfuðborgarsvæðið), 24.839 indb.
- Hafnir (kommune Reykjanesbær, Region Reykjanes), 150 indb.
- Hallormsstaður (kommune Fljótsdalshérað, Region Austurland), 50 indb.
- Hauganes (kommune Dalvíkurbyggð, Region Norðurland eystra), 138 indb.
- Hellissandur (kommune Snæfellsbær, Region Vesturland), 391 indb.
- Hella (kommune Rangárþing ytra, Region Suðurland), 753 indb.
- Hjalteyri (kommune Arnarnes, Region Norðurland eystra), 43 indb.
- Hnífsdalur (kommune Ísafjörður, Region Vestfirðir), 235 indb.
- Höfn (kommune Hornafjörður, Region Austurland), 1.631 Einwohner
- Hofsós (kommune Skagafjörður, Region Norðurland vestra), 180 indb.
- Hólar (kommune Skagafjörður, Region Norðurland vestra), 103 indb.
- Hólmavík (Region Vestfirðir), 381 indb.
- Hrafnagil (kommune Eyjafjarðarsveit, Region Norðurland eystra), 201 indb.
- Hrísey (kommune Akureyri, Region Norðurland eystra), 180 indb.
- Húsavík (Region Norðurland eystra), 2.253 indb.
- Hvammstangi (kommune Húnaþing vestra, Region Norðurland vestra), 601 indb.
- Hvanneyri (kommune Borgarfjarðarsveit, Region Vesturland), 303 indb.
- Hveragerði (Region Suðurland), 2.274 indb.
- Hvolsvöllur (kommune Rangárþing eystra, Region Suðurland), 822 indb.

### I
- Ísafjörður (Region Vestfirðir), 2.693 indb.

### K
- Keflavík (kommune Reykjanesbær, Region Suðurnes), 8.169 indb.
- Kirkjubæjarklaustur (kommune Skaftárhreppur, Region Suðurland), 114 indb.
- Kleppjárnsreykir (kommune Borgarfjarðarsveit, Region Vesturland), 53 indb.
- Kópasker (kommune Öxarfjörður, Region Norðurland eystra), 125 indb.
- Kópavogur (Region Höfuðborgarsvæðið), 28.561 indb.
- Kristnes (kommune Eyjafjarðasveit, Region Norðurland eystra), 47 indb.
- Krossholt (kommune Vesturbyggð, Region Vestfirðir), 19 indb.

### L
- Laugar (kommune Þingeyjarsveit, Region Norðurland eystra), 119 indb.
- Laugarás (kommune Bláskógabyggð, Region Suðurland), 135 indb.
- Laugarbakki (kommune Húnaþing vestra, Region Norðurland vestra), 64 indb.
- Laugarvatn (kommune Bláskógabyggð, Region Suðurland), 191 indb.
- Litli-Árskógssandur (kommune Dalvíkurbyggð, Region Norðurland eystra), 132 indb.

### M
- Mosfellsbær (Region Höfuðborgarsvæðið),  8.000 indb.
- Mosfellsdalur (kommune Mosfellsbær, Region Höfuðborgarsvæðið),  181 indb.

### N
- Nesjakauptún (kommune Hornafjörður, Region Austurland), 74 indb.
- Neskaupstaður (kommune Fjarðabyggð, Region Austurland), 1.432 indb.
- Njarðvík (kommune Reykjanesbær, Region Reykjanes), 4.398 indb.

### O
- Ólafsfjörður (kommune Fjallabyggð, Region Norðurland eystra), 881 indb.
- Ólafsvík (kommune Snæfellsbær, Region Vesturland), 1,003 indb.

### P
- Patreksfjörður (kommune Vesturbyggð, Region Vestfirðir), 622 indb.

### R
- Raufarhöfn (Region Norðurland eystra), 224 indb.
- Rauðalækur (kommune Rangárþing ytra, Region Suðurland), 34 indb.
- Reyðarfjörður (kommune Fjarðabyggð, Region Austurland), 2.238 indb.
- Reykhólar (Region Vestfirðir), 129 indb.
- Reykholt (kommune Borgarfjarðarsveit, Region Vesturland), 42 indb.
- Reykholt (kommune Bláskógabyggð, Region Suðurland), 205 indb.
- Reykjahlíð (kommune Skútustaðir, Region Norðurland eystra), 197 indb.
- Reykjavík (Region Höfuðborgarsvæðið), 116.820 indb.
- Rif (kommune Snæfellsbær, Region Vesturland), 135 indb.

### S
- Sandgerði (Region Suðurnes), 1.723 indb.
- Sauðárkrókur (kommune Skagafjörður, Region Norðurland vestra), 2.555 indb.
- Selfoss (kommune Árborg, Region Suðurland), 6.253 indb.
- Seltjarnarnes (Region Höfuðborgarsvæðið), 4.428 indb.
- Seyðisfjörður (Region Austurland), 716 indb.
- Siglufjörður (kommune Fjallabyggð, Region Norðurland eystra), 1.307 indb.
- Skagaströnd (kommune Höfðahreppur, Region Norðurland vestra), 526 indb.
- Skógar (kommune Rangárþing eystra, Region Suðurland), 25 indb.
- Sólheimar (kommune Grímsnes og Grafningur, Region Suðurland), 79 indb.
- Stykkishólmur (Region Vesturland), 1.103 indb.
- Stokkseyri (kommune Árborg, Region Suðurland), 487 indb.
- Stöðvarfjörður (kommune Fjarðabyggð, Region Austurland), 230 indb.
- Súðavík (Region Vestfirðir), 180 indb.
- Suðureyri (kommune Ísafjörður, Region Vestfirðir), 304 indb.
- Svalbarðseyri (kommune Svalbarðsströnd, Region Norðurland eystra), 230  indb.

### T
- Tálknafjörður (Region Vestfirðir), 275 indb.

### V
- Varmahlíð (kommune Skagafjörður, region Norðurland vestra), 139 indb.
- Vestmannaeyjar (region Suðurland), 4.040 indb.
- Vík í Mýrdal (kommune Mýrdalur, region Suðurland), 279 indb.
- Vogar, Region Suðurnes), 1.131 indb.
- Vopnafjörður (region Austurland), 559 indb.

### Þ
- Þingeyri (kommune Ísafjörður, Region Vestfirðir), 298 indb.
- Þorlákshöfn (kommune Ölfus, Region Suðurland), 1.541 indb.
- Þórshöfn (kommune Langanesbyggð, Region Norðurland eystra), 354 indb.

| Indholdsfortegnelse Top - A B C D E F G H I J K L M N O P Q R S T U V W X Y Z Æ Ø Å |